# Stift Melk
Stift Melk er et historisk benediktinerkloster i den østrigske by Melk i delstaten Niederösterreich og er et af verdens mest berømte klostre. Det ligger på en høj klippe ved Donau i området Wachau, der er opført på UNESCO's verdensarvsliste i 2000.
Melk var et kendt landemærke i romertiden. En slavisk boplads, Magalicha, erstattede romernes befæstning, men blev ødelagt ved en ungarsk invasion omkring 955, hvorefter stedet blev omtalt som Eisenburg (= Jernborg). 
Klosteret blev grundlagt i 1089, da markgreve Leopold 2. gav et af sine slotte til benediktinermunkene. Der blev grundlagt en skole i klosteret i det 12. århundrede, og klosterbiblioteket blev hurtigt kendt for sin store samling af manuskripter, hvoraf mange var skrevet i klosteret.
Det imponerende barokanlæg blev bygget mellem 1702 og 1736, tegnet af arkitekten Jakob Prandtauer. Specielt imponerende er klosterkirken med freskoer af Johann Michael Rottmayr og biblioteket med sin store samling af middelaldermanuskripter.
Klosterskolen eksisterer som Stiftsgymnasium Melk og har i dag 900 elever af begge køn.
Umberto Eco gav en af hovedpersonene i sin kendte roman Rosens navn navnet "Adso fra Melk" som en hyldest til klosteret og dets berømte bibliotek. 